# Лучко Клара Степанівна
Клара Степанівна Лучко (1 липня 1925, Чутове, Полтавська область, Українська РСР, СРСР — 26 березня 2005, Москва) — радянська і російська акторка театру і кіно українського походження. Лауреатка Сталінської премії ll ступеня (1951). Народна артистка СРСР (1985). До числа найвідоміших фільмів акторки потрапили «Кубанські козаки» (1949), «Велика родина» (1954), «Дванадцята ніч» (1955), «Червоне листя» (1958), «Циган» (1979), «Скринька Марії Медичі» (1980), «Ми, що нижче підписалися» (1981) і «Повернення Будулая» (1985).

## Життя і творчість

### Ранні роки
Клара Лучко народилася 1 липня 1925 року в селищі Чутове (за іншими даними — в селі Старі Санжари) на Полтавщині в українській родині. Її батько — Степан Григорович — був родом з села Лучки (звідси і прізвище — Лучко), працював директором радгоспу села Яківці під Полтавою. Мати — Ганна Іванівна була вольовою жінкою і мала гарний голос, через що отримала прізвисько «срібний голос»: у молодості вона співала в церкві разом з Іваном Козловським. Також мати брала участь у самодіяльності: після революції були театри — актори ходили по селах і грали українську класику. Клара вважала, що від матері їй передалася тяга до мистецтва. Своє ім'я майбутня акторка отримала на честь знаменитої революціонерки Клари Цеткін. Через постійну зайнятість батьків, вихованням дівчинки займалася її тітка, сувора та безграмотна жінка, в родині її називали «баба Кіля». Батько і дядько Клари (Терентій Манько) в 1930-х роках опинилися в рядах «парттисячників», людей спрямованих партією на навчання до вищих навчальних закладів, через що сім'я переїхала до Полтави. Степан Лучко, закінчивши Полтавський педінститут, надалі став викладачем історії партії в Школі міліції, а Терентія Манька після закінчення будівельного інституту рекомендували на посаду директора цього учбового закладу.
Галина Манько, двоюрідна сестра, відзначала, що Клара «була схожа на свою бабусю — маму батька, про яку розповідали, що коли вона заходила до церкви, всі дивилися тільки на неї». За спогадами шкільної подруги Галини Бертовської, крім навчання в школі, вони з Кларою активно відвідували Палац піонерів і зустрічалися на лижному трампліні, який прокладали взимку навколо Корпусного парку. Любили кататися і на ковзанці, що заливали близько 2-ої полтавської школи, де вони навчалися. Також серед спільних захоплень того часу Клари — були стрибки з вишки з парашутом, яка до війни розміщувалася посеред Полтави. У школі Клара вчилася досить старанно і добре. Як і мільйони її однолітків, вона захоплювалася кінематографом. Її улюбленими акторами були Марк Бернес, Павло Кадочников, Любов Орлова, Зоя Федорова, Тамара Макарова. Одним з найулюбленіших фільмів був «Учитель» 1939 року, де головну роль грала Макарова. У дитинстві Лучко довелося зустріти Орлову, яка була в Полтаві на гастролях. А після концерту з подружками довго йшла слідом за кінодивою. Клара росла боязкою і замкнутою дівчиною. Дивлячись на неї, ніхто з її оточення не міг припустити, що вона стане зіркою радянського екрану. За її словами, вона виглядала дуже безглуздо, погано одягненою, за довгу і нескладну фігуру носила серед однолітків прізвисько «Жирафа». Але одного разу все змінилося, коли вона одягла свої перші модельні туфельки блакитного кольору і гарне плаття, які перетворили її з «Попелюшки» на «принцесу». Помітивши захоплені погляди молодих людей, вона раптом зрозуміла, що може подобатися.

### Навчання акторській майстерності

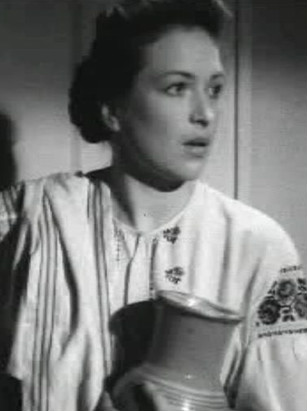
Лучко у ролі тітоньки Марини у «Молодій гвардії» (1948)

У 1941 році Клара закінчила сьомий клас, менше ніж через місяць по тому, почалася Німецько-радянська війна. Сім'ю Лучко евакуювали в Казахстан, де в місті Джамбул Клара закінчила школу-десятирічку. Остаточно обрати професію акторки Кларі допомогла газета з оголошенням про набір студентів на перший курс ВДІКу. До цього у школі вона займалася в театральному гуртку і мріяла стати акторкою, такою, як її кумир Тамара Макарова. З газети Клара дізналася, що Сергій Герасимов набирає в Алма-Аті акторський клас. Вона написала лист в Москву з проханням пояснити, що потрібно для вступу до інституту, незабаром їй прийшла відповідь. Мати Клари, дізнавшись, що її дочка зібралася їхати у ВДІК, спочатку була проти цього рішення, адже їй хотілося, щоб дочка стала лікарем або юристом, але тільки не акторкою. Але «тиха і слухняна» Клара, раптом з твердістю заявила, що обов'язково буде акторкою, бачачи наполегливість дочки, мати здалася. Думки батька запитати було не можна — він був на фронті. Сусідкою сім'ї Лучко в евакуації була Юлія Солнцева, дружина Олександра Довженка, вона і допомогла Кларі підготуватися до екзаменів, займаючись з нею декламуванням. Так у 1943 році Лучко опинилася в Алма-Аті, де тоді в евакуації перебував ВДІК. Був великий конкурс, на п'ятнадцять місць поданих заяв виявилося більше трьохсот претендентів. Лучко вивчила для екзаменів уривок із роману Івана Тургенєва «Батьки та діти» та главу з поеми Маргарити Алігер «Зоя». Однак прочитати їх Кларі так і не довелося, коли вона увійшла в кабінет і стала перед обличчям екзаменаційної комісії, її раптово охопив панічний страх, і вона не змогла вимовити жодного слова. На щастя, їй на допомогу прийшов знаменитий педагог Борис Бібіков, який очолював приймальну комісію. Він не став вимагати від неї читання віршів і байок, а попросив зіграти незвичайний етюд. «Уявіть собі, що в річці тоне ваша улюблена подруга. Що б ви стали робити?» — вимовив Бібіков і з зацікавленням глянув на абітурієнтку. Після цих слів заціпеніння, що охопило Лучко, пройшло, і дівчина сміливо кинулася виконувати запропоноване завдання. Вона так природно заметушилася «по березі», так переконливо плакала і заламувала руки, що приймальній комісії нічого не залишалося, як поставити їй «відмінно» і зарахувати на перший курс. Клара була прийнята у ВДІК, в майстерню Бориса Бібікова і Ольги Пижової. Незабаром ВДІКу дозволили повернутися в Москву, і Клара продовжила там навчання на курсі Сергія Герасимова і Тамари Макарової. Роки навчання йшли з усіма відповідними труднощами: брудний і замерзлий взимку гуртожиток, копійчана стипендія і постійне недоїдання.
Під час навчання, Лучко довгий час не могла по-справжньому розкритися як акторка. Вона не вважалася ні серед «обдарованих», ні серед «талановитих» учнів. Але педагоги вірили в ученицю. Макарова, порівнювала Лучко з квіткою-петунією. Як пояснювала згодом Лучко, біля будівлі ВДІКу була клумба, і одного разу вона попросила показати невідому їй до цього петунію. І на подив побачила — «нещасний, засохлий, хирлявий блідо-бузковий грамофончик, який пробивався з потрісканої землі». Тоді вона зрозуміла, що педагог мала на увазі її незламний характер. Через сильний український акцент, Макарова вчила її правильної вимови російської мови. Особливо він проявлявся, коли студентка поверталася після канікул, проведених в Полтаві. За спогадами двоюрідної сестри, вдома Клара завжди розмовляла українською, ніколи не забувала рідної мови. Як тільки чула її голос у телефонній трубці, то завжди переходила на українську.
Зніматися в кіно Лучко почала ще будучи студенткою. Першою її роботою стала невелика роль геолога Белли у фільмі «Три зустрічі» 1948 року, участь у цій картині дозволила починаючій акторці вперше побувати за кордоном, адже знімання відбувалися у Празі (Чехословаччина), на студії «Баррандов». Фільм виявився невдалим, що дуже розчарувало молоду акторку. Вона навіть задумалася про відхід з кіно.
В студентські роки Лучко, грала переважно романтичних героїнь і на майбутнє визначала для себе саме таке амплуа, її цікавили складні, психологічні характери, для яких потрібні «яскраві, насичені кольори». І згодом їй чимало довелося грати саме такі ролі. Після інституту у акторки в дипломі стояла рекомендація: «Лучко — тургенівська героїня, їй підійдуть ліричні класичні ролі…». Але дипломна роль акторки Лучко була дуже далека від образу «тургенівських панянок». Дипломною виставою Лучко стала «Молода гвардія» Олександра Фадєєва, в якому вона зіграла Уляну Громову. Цю роль вона зіграла настільки яскраво і талановито, за що отримала оцінку «відмінно» від Сергія Герасимова. У 1948 році Герасимов взявся за постановку художнього фільму за цим твором. На головні ролі він взяв студентів свого курсу, які брали участь в дипломній виставі. У залі, де проходила вистава, майже щовечора, крім Герасимова, сиділи Олександр Довженко і Олександр Фадєєв, які вирішували кого затвердити на головні ролі у фільм. Лучко розраховувала отримати в цій постановці роль Громової. Герасимов взяв її на знімання «Молодої гвардії», але не на головну роль — Громової, а на епізодичну — тітоньки Марини. Надалі фільм став щасливим квитком для багатьох радянських акторів. Роль Уляни дісталася Нонні Мордюковій, ця робота принесла їй не лише визнання, але і Сталінську премію, як і всім іншим акторам, що зіграли головні ролі. Герасимов хотів, щоб Лучко вийшла зі свого звичного амплуа, яке було зумовлене її зовнішніми даними. Але для молодої акторки це рішення стало великим потрясінням. Вона довго не могла забути і зрозуміти педагогічного прийому свого вчителя. Затверджуючи свою ученицю на цю роль, Герасимов сказав їй: «Оскільки ти українка, я тобі повністю довіряю — потрепоч у фільмі на своїй». Як пізніше зізнавалася Лучко, вона легко увійшла в цей образ тому що це було «її, рідне». За словами кінокритика Маргарити Кваснецької, цей персонаж акторка зіграла «в образі ставної жінки, з білозубою посмішкою і співучим голосом, яка уособлювала собою народний український тип та випромінювала добро і красу». Ця роль у «Молодій гвардії» вважається першою значною роллю Лучко.

### Перший успіх. «Кубанські козаки»
Після закінчення ВДІКу Лучко запросили працювати в Театр кіноактора, який тоді був дуже популярний в Москві. Вистави на його сцені ставили відомі режисери, а грали в них багато зірок радянського кіно, коли були вільні від кінозйомок.
Одного разу, в театр, де працювала Лучко, прийшов режисер Іван Пир'єв і став читати сценарій фільму «Веселий ярмарок» — так спочатку називалися стрічка «Кубанські козаки», що вийшла 1949 року. Усім присутнім на читанні, як і Кларі, яку помітив Пир'єв, запропонували взяти участь у фотопробах до фільму. Лучко не сподівалася на головні ролі, тому що вважалася «тургенівською героїнею», але акторка все ж зважилася з великим небажанням прийти на проби, зніматися в масовці вона категорично не хотіла. Попри скептичні сподівання Лучко, її затвердили на роль Даші Шелест, цю звістку їй першим повідомив Олександр Довженко, додавши: «Вітаю і бажаю успіху. Ви будете багато і успішно зніматися в кіно». Перше знайомство Лучко з Довженком відбулося ще до знімання «Кубанських козаків», вони зустрілася в коридорі студії «Мосфільму», де він запросив її на знімання фільму «Мічурін», що вийшов у 1948 році. Довженко пройшов повз Лучко і раптом повернувшись сказав:
| Ліві лапки | Дівчино, мені потрібне ваше обличчя. Я знімаю картину «Мічурін». Для вас у мене немає ролі, але ми будемо знімати сцену, дуже важливу, коли академік Пашкевич виголошує промову перед студентами на зустрічі Нового року. І мені потрібен тільки один ваш великий план | Праві лапки |

Лучко була вражена особистістю Пир'єва і дуже боялася, бо режисер був відомий своїм складним характером, міг накричати на артиста, образити. Спочатку Лучко боялася, що буде губитися від його грубості, через що він зніме її з ролі. Але потім, акторка зрозуміла, що Пир'єв, про який всі говорили, як про диктатора, виявився хорошим психологом. Надалі Лучко згадувала: «Якщо я щось не так робила, він начебто комусь вимовляв, але я відразу все розуміла». Для картини «Веселий ярмарок» Пир'єв зібрав чудовий акторський ансамбль, у фільмі знімалися: Марина Ладиніна, Сергій Лук'янов, Владлен Давидов, Володимир Володін, Борис Андрєєв й інші зірки радянського кіно. Лучко була щаслива опинитися в такій компанії. Картину знімали в радгоспі-мільйонері «Кубань». В ту пору це було відоме на всю країну господарство. У радгоспі якраз починалася жнива, і Пир'єв, для того щоб актори краще відчули колгоспне життя, змусив всіх трудитися. Акторам довелося працювати на комбайні, згрібати зерно на току. Все це ще більше надихало колектив. Фільм сподобався Йосипу Сталіну, саме йому приписують фразу, сказану ним після першого перегляду: «А все ж непогані у нас справи із сільським господарством», він же і дав стрічці назву — «Кубанські козаки». Фільм мав великий успіх, він йшов на екранах не лише СРСР, але й багатьох країн світу, він змінив життя Лучко, нікому невідома акторка стала лауреатом Сталінської премії, отримала орден «Знак Пошани» і зіркою всесоюзного масштабу. Надалі за знімання у фільмі акторка отримала автомобіль «Волга». До неї стало приходити дуже багато захоплених листів, знаючи, що вона неодружена, численні шанувальники пропонували їй руку і серце. Однак надалі фільм потрапив в опалу, на XX з'їзді КПРС 1956 року Микита Хрущов, викриваючи культ особистості Сталіна, зокрема сказав, що «Кубанські козаки» — це «лакування сталінської дійсності», через це стрічку вилучили з прокату.
Після «Кубанських козаків» Лучко стала затребуваною в кіно. Відразу після тріумфу стрічки режисер Леонід Луков запросив Лучко зніматися в його фільмі «Донецькі шахтарі» (1950). Акторка вважала цю роботу невдалою, оскільки невдалим був і сам фільм, попри те, що в ньому знімалися такі майстри, як Борис Чирков, Петро Алейников, Володимир Дружников, а музику написав відомий композитор Тихон Хренніков.
У 1952 році Всеволод Пудовкін запросив Лучко, разом з її чоловіком, у фільм «Повернення Василя Бортнікова», де вона мала зіграти історю жінки, яка вирушила з великого заводу в село налагоджувати роботу машинно-тракторної станції напередодні посівної. Роль вважалася однією з найгірших у фільмі, бо, не було показане особисте життя і особливості особистості героїні Лучко. Акторка спочатку хотіла відмовитися від пропозиції, але потім вирішила, що зніматися у Пудовкіна — рідкісна удача, тому що його в усьому світі визнавали як режисера-класика. Хоча Пудовкін вважав, що Лучко краще всіх підходить для цієї ролі, знімання саме її ролі змушували його найбільше нервувати, вони проходили з великими труднощами. Особливо Лучко не давалася роль де її героїня мало не впадає зі сльозами на очах в істерику через те, що не готовий до посівної трактор, їй потрібно було зіграти це так, ніби це для її персонажу «кінець світу». Вдало завершити знімання цієї сцени допоміг лише випадок, коли Лучко в стані істерики після багатьох невдалих дублів, налила з графина на столі, поставлених для кадру фільму, почала пити воду зі склянки, щоб зняти хвилювання, зі стукаючими об неї зубами і тремтячими руками. Пудовкін, випадково побачивши цю сцену, наказав негайно включити камеру і світло, зафіксувавши Лучко у тому стані, який потрібний для цієї сцени. Успішне завершення знімання не принесло Лучко внутрішнього задоволення, їй було прикро, що у Пудовкіна вона зіграла саме таку роль.
Після знімання у «Поверненні Василя Бортнікова» Лучко включили до складу делегації, яка поїхала на Каннський кінофестиваль представляти цей фільм. Радість від новини, що Лучко поїде на знаменитий фестиваль, в свідомості молодої акторки дуже швидко змінилася проблемою: в якій сукні вона вийде на червону доріжку. Ситуацію врятувала акторка Людмила Целіковська, яка позичила їй свою червону сукню, які європейські ЗМІ згодом охрестили «червоною бомбою». До радянської делегації також входили Сергій Юткевич, Григорій Александров, Любов Орлова і Акакій Хорава. Фільм не отримав жодного призу, але цей фестиваль запам'ятався акторці на все життя: місцева публіка захоплювалася нею, Пабло Пікассо подарував їй власноруч розписане блюдо, а Фернан Леже — керамічну картину, виявилося, він дивився «Кубанських козаків» і був дуже вражений Лучко ще до її приїзду до Франції. Коли через багато років дружина художника, Надія Леже, приїхала в Радянський Союз помандрувати, Лучко запросила її у гості до своїх родичів у Полтаву.
У 1954 році Лучко подзвонили з кіностудії «Ленфільм», запропонувавши приїхати на проби до Йосипа Хейфица, режисера-класика, який починав роботу над картиною «Велика родина» за мотивами роману Всеволода Кочетова «Дні Журбіних», який їй, як і роль, після прочитання сподобалися. До цього вона ніколи не знімалася на цій студії, та й в Ленінграді їй не доводилося бувати. Вона повинна була пробуватися на побутову характерну роль персонажа Ліди, невістки Журбіних. Її персонаж — молода жінка, дружина одного з членів знаменитої династії будівників кораблів. У сценарії фільму була сцена, де Ліда говорить монолог про те, чого вона хоче в житті, що ніхто нею не цікавиться, тому що в сім'ї всі зайняті тільки кораблями і заводом, будучи чужою в родині Журбіних. На репетиції Хейфиц запропонував Лучко зобразити цю сцену, при цьому, поставив завдання, що Ліда, взявши бухгалтерські рахунки, розмовляючи, хвилюється і не може правильно порахувати. Хейфицу репетиція сподобалася, він попросив повторити те ж саме на кінопробі, яка пройшла з успіхом, після чого Лучко затвердили на цю роль. Лучко дуже вдало зіграла душевну драму Ліди Журбіної. Після запрошення Хейфица, акторка стала часто зніматися в картинах «Ленфільму», багато з яких йшли на екранах не тільки Радянського Союзу, але й інших країн. Акторський ансамбль фільму отримав на Каннському фестивалі колективний приз.

### Друга хвиля популярності. «Дванадцята ніч»
Другий пік популярності у глядачів Лучко зазнала всього через п'ять років після першого. 1955 року на екрани СРСР вийшов фільм режисера Яна Фріда «Дванадцята ніч» за п'єсою Вільяма Шекспіра. Акторці належало зіграти відразу три ролі — Віолу та її братів-близнюків Себастьяна і Цезаріо. Ролі у цьому фільмі стали випробуванням для акторки. Спочатку Лучко категорично відмовлялася зніматися в цій картині — як через велику кількість ролей, так і через страх «провалити» Шекспіра, що вона не впорається з таким перетворенням. Провал ролі міг привести її до відходу з кіно. Однак асистент режисера хитрістю заманив Лучко в Ленінград — сказавши, що всі претендентки на роль провалилися, і акторка залишилася останньою надією знімальної групи. Однак, коли Лучко все ж приїхала до Ленінграда, з'ясувалося, що проби на роль ще навіть не проводилися і їй доведеться змагатися з двадцятьма іншими кандидатками. Обман дуже обурив акторку, але повертатися назад було вже пізно. Вона відзнялася в кінопробах (не надто сподіваючись на успіх) і відбула в Москву. Але незабаром з Ленінграда прийшла звістка — її затвердили на роль. Вибір режисера викликав загальне здивування, художня рада сумнівався, як Лучко з її українським акцентом буде грати Шекспіра, однак Ян Фрід залишився непохитний. Перед Лучко стояло непросте завдання, тому що в усьому світі в пам'яті ще була стрічка «Дванадцята ніч» з Вів'єн Лі у головній ролі. Однак під час знімання фільму акторка проявила ентузіазм, відмовившись від дублерів, вона наполегливо вчилася фехтуванню і верховій їзді, що мало не призвело її до загибелі. Ролі в фільмі були буквально «вистраждані» Лучко, на зніманні їй часом здавалося, що у неї не виходить чергова сцена, і вона крадькома за декораціями плакала, мучилася думкою, чи правильно грає. Але після цього вона знову поверталася на майданчик і з завзятістю продовжувала роботу. Вона радилася з Аллою Ларіоновою як конкретно зіграти ту чи іншу сцену, також їй допомагали Михайло Яншин і Василь Меркур'єв. Але фільм виявився вдалим, у всесоюзному прокаті «Дванадцята ніч» посіла 7-ме місце, зібравши на своїх сеансах 29.78 млн глядачів. Після завершення знімання Лучко разом з картиною відправилася у Велику Британію, на Единбурзький фестиваль, де її чекав великий успіх. Картина отримала схвальні рецензії, насамперед відзначалася гра Лучко, якій англійці сказали, що вона з успіхом могла би грати у Шекспирівському театрі у Стратфорд.
Завдяки «Дванадцятій ночі» Лучко потрапила не лише до Великої Британії, але й до Індії, куди вона вирушила на Фестиваль радянського кіно у складі делегації, до якої входили Людмила Касаткіна, Сергій Юткевич, Микола Крючков, Йосип Хейфиц і Сергій Столяров. Індійська публіка із захопленням приймала радянських акторів, в їхню честь влаштовували безліч прийомів, радянські фільми йшли з великим успіхом. Делегація побувала в Делі, Бомбеї і Калькутті. Акторів запросили в гості родичі індійського поета Рабіндраната Тагора, потім їх удостоїли честі бути прийнятими в будинку Джавахарлала Неру, який познайомив їх зі своєю дочкою Індірою Ганді і онуком Радживом Ганді. Також актори зустрілися з Раджем Капуром.
Персонаж зовсім іншої долі і образу життя в порівнянні з попередніми ролями довелося зіграти Лучко в наступному фільмі — «Поруч з нами» 1957 року. Вона знімалася тут з такими відомими акторами як: Георгій Юматов, Леонід Биков, Людмила Шагалова і Інокентій Смоктуновський. Лучко створила образ Антоніни, що добре запам'ятовується, — жінки з незаданою долею. Акторку було важко впізнати у цій ролі, замість життєрадісної красуні, як це було в попередніх картинах, перед глядачами постав образ жалюгідної, приниженої, покинутої жінки. Її героїня — молода жінка («сучасна Катерина»), яка, чекаючи дитину, відчуває трагедію і наважується безуспішно покінчити з життям, після пропозиції батька дитини (у виконанні Юматова), зробити аборт. Однак, як зазначається у книзі-енциклопедії «Кто є хто у світі: 1500 імен» 2003 року: «зовнішня краса Лучко все ж проглядалася крізь ущербність героїні, що ще більше посилювало сприйняття образу, викликаючи у глядачів співчуття до долі нещасної жінки». Спочатку Лучко була запропонована роль не Антоніни, а лікаря-хірурга. Юматов і Биков також спочатку вважали, що вона не підходить на роль Антоніни. Однак, на зміну вибору режисером ролі для Лучко на користь Антоніни, вплинув різний одяг під час її співбесіди з ним, першого разу вона була в халаті, який вдягнула після відвідин перед цим в лікарні своєї подруги, а другого разу — в простому платті. Після проб Лучко полетіла на тиждень радянського фільму в Люксембург представляти фільм «Велика сім'я» в місті Еш, де вона отримала телеграму від посла СРСР про затвердження її на цю роль. Хоча Лучко подобалася її роль і вона мала великий інтерес до праці у цій картині, через участь великої кількості у ній іменитих акторів, акторка вважала стрічку «Поруч з нами» далеко не шедевром і «середньою» картиною.
1957 року Лучко проходила кінопроби на роль Маши у фільмі Олександра Зархі «Висота», яка була віддана Маріанні Стриженовій, а надалі у ще одну знамениту комедійну стрічку «Дівчата» (1961), на роль Анфіси, яку отримала Світлана Дружиніна.
У стрічці «Поруч з нами» Лучко настільки перейнялася стражданнями своєї героїні, що навіть відмовилася від іншої драматичної ролі — Стасі, відданої подруги революціонера Андрія Метельского, у наступному фільмі режисера Володимира Корш-Сабліна «Червоне листя» 1958 року. До того ж, позитивний образ Стасі Лучко видавався надто нудним, і вона захотіла зіграти іншу, діаметрально протилежну роль у цьому фільмі — красивої співачки кабаре Ядвіги, коханки жандарма, жінки-вамп. Режисер був дуже здивований таким рішенням акторки, заявивши: «Вам ніколи не зіграти цю порочну жінку!». Однак інтуїція підвела режисера, роль Ядвіги у виконанні Лучко виявилася настільки яскравою, цікавою, що буквально «забила» не лише персонаж «тихої», «мовчазної» Стасі, але й головного героя — Метельського. Фільм мав успіх, у прокаті 1958 року він посів 5-те місце, зібравши на своїх сеансах 33.14 млн глядачів.
У 1959 році режисери Олексій Сахаров і Ельдар Шенгелая запросили Лучко в свій перший фільм «Снігова казка». Лучко зіграла в ньому злу чарівницю, снігову бабу, що ожила, яку прозвали «Чорна душа». За сюжетом чарівниця буквально в кожному кадрі змінювала свій образ в залежності від обставин, за визнанням оглядачів Лучко дуже природно вдалося створити переход персонажа від одного стану в інший. Ця роль стала однією з найнезвичайніших в репертуарі акторки і однією з її найулюбленіших. Відповідно до огляду у книзі «Кто є хто у світі: 1500 імен», героїня Лучко у цьому фільмі була до «неможливості ексцентрична, що підкреслювалося манерою гри, яка доходила до гротеску, безглуздістю вигляду і костюма». Також роль стала цікавою для акторки як професійна школа майстерності, вона зайвий раз продемонструвала свої творчі можливості. Спочатку «Снігову казку» планували випустити не тільки в радянський прокат, але й показати на великих міжнародних фестивалях, у тому числі в Каннах. Однак керівництво «Мосфільму» побачило в картині сатиру на генсека Микиту Хрущова — через що не лише не висунуло її на премії, але й обмежило в прокаті.

### Перехід на вікові ролі

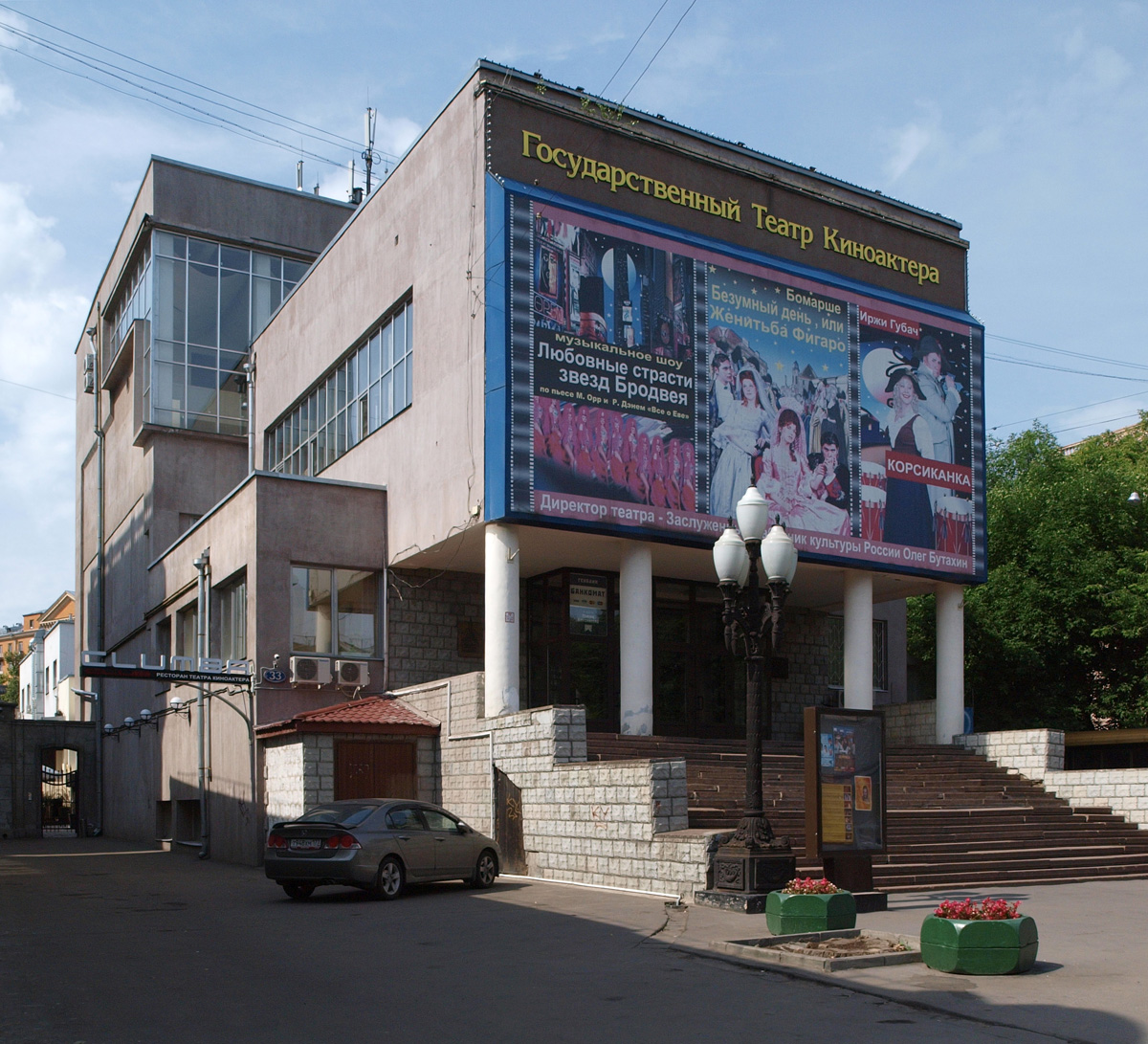
Театр кіноактора, де Клара Лучко пропрацювала все своє життя

Наступними ролями Лучко були фільми Миколи Розанцева «У твоїх руках життя» (1959) і «Державний злочинець» (1964), військовий кінороман Станіслава Ростоцького «На семи вітрах» (1962). В кожному фільмі героїні акторки на думку критиків виглядали органічно. Лучко продовжувала виконувати зовсім різноманітні ролі, зокрема у двох картинах 1965 року: у стрічці «Рік як життя» вона зіграла реальний історичний персонаж, німецьку революціонерку Емму Гервег; а у драмі «Заблукалий» — буфетницю Нюру, фільм став примітним тим, що партнером акторки на знімальному майданчику був легандарний актор Микола Крючков. Вперше Лучко познайомилася з Крючковим ще під час знімання фільму «Три зустічі», відтоді у неї з ним склалися товариські відносини. До цього актори також зустрічалися й на театральній сцені, у спектаклі «Дон Іванович» Лучко грала дочку персонажа Крючкова.
Крім особистого горя, смерті у 1965 році чоловіка Сергія Лук'янова, Лучко цього часу довелося пережити період переходу на вікові ролі, який для багатьох акторок проходив дуже важко та ставав фатальним. Однак акторка не здавалася й наполегливо продовжувала працювати в Театрі кіноактора. Хоча пропоновані ролі не завжди їй подобалися, але вона погоджувалася на все, лише б не «простоювати» і не втрачати майстерності, бо, за її словами, акторська професія вимагає постійного тренування, щоб постійно залишатися у творчій формі та бути готовою до, можливо, головної ролі у житті. Після цього вона зіграла ще багато одних зі своїх найкращих ролей. Прикладом переходу Лучко на вікові ролі став фільм «Чуже ім'я» 1966 року, де вона грала долю героїні протягом двадцяти п'яти років, гримерам не довелося особливо її «зістарювати», іншою такою картиною став «Державний злочинець», де вона виконала роль сліпої жінки на суді. Режисери заново «відкрили» в Лучко зірку кіно у вигляді вже серйозної вікової акторки. Наступна картина «Дядечків сон» 1966 року, де Лучко зіграла аристократку-прокурорку Анну Миколаївну, сюжетом якої слугувала однойменна повість Федора Достоєвського, стала єдиним фільмом в кар'єрі акторки знятим за твором російської літературної класики.
У 1968 році Леонід Гайдай запропонував Лучко зіграти роль спокусниці Анни Сергіївни у фільмі «Діамантова рука», від якої вона відмовилася. Акторка згадувала:
| Ліві лапки | В «Діамантовій руці» у мене була тільки фотопроба. Я йшла по студії, назустріч йшов Гайдай. Він гукнув: «Клара, хочеш спробувати себе в мою картину?». Я кажу: «Знаєш, в купальнику мені зніматися не дуже». «Ну давай спробуємо!» Мені дали якийсь купальник, розповіли сцену. Я спробувалася для фото, і все. Роль мені здалася несерйозною. Поїхала зніматися в іншій картині. Коли повернулася, Світлична вже була затверджена. | Праві лапки |

Наступного року Лучко виконала роль камео у новорічному фільмі-концерті «Викрадення». Це була її перша роль в комедії з часів «Кубанських козаків». У 1970-х роках Лучко знялася ще у двох комедіях. У фільмі «Опікун» (1970), де її партнером на майданчику був Олександр Збруєв вона зіграла офіціантку Любу, а іншій, фільм «Дача» (1973), — роль Ксюши, жвавої українки, чиє життя сповнене турбот про дітей, чоловіка, будинок.
На початку 1970-х років Лучко зіграла чотирьох реальних історичних персонажів. У військовій драмі «Море у вогні» 1970 року про оборону Севастополя акторка виконала епізодичну роль партійної діячки — секретарки міськкому Антоніни Саріної. У прокат фільм з невідомої причини не потрапив, його показ відбувся лише через 40 років, коли в архіві кіновідеопрокату Севастополя знайшли єдину вцілілу його копію. В угорсько-радянському фільмі Мартона Келеті «Ференц Ліст. Мрії любові» того ж року вона зіграла аристократку Марі д'Агу, коханку композитора Ференца Ліста (зіграв Імре Шинкович) — це також була її єдина роль в картині іноземного режисера. За словами Лучко під час знімання любовної сцени фільму з нею трапився кумедний випадок, який запам'ятався їй на все життя:
| Ліві лапки | Режисер перед зніманням каже: «Кларочка, тут ви цілуєтеся …» Ми репетируємо: «Чмок!» Думаю: так і будемо знімати. Почалася зйомка. І раптом «Лист» як почав мене цілувати! Я думала, що задихнусь. Виявляється, актор з режисером уклали парі на тривалість і стежили за годинником…. | Праві лапки |

Того ж року вона зіграла російську революціонерку Євгенію Бош, одну з головних ролей у стрічці «Мир хатам, війна палацам». У фільмі «Іду до тебе…» 1971 року Лучко виконала епізодичну роль української письменниці Ольги Кобилянської. Останні два революційно-пропагандистські фільми — були першою появою акторки у стрічках Кіностудії ім. О. Довженка. Також цього періоду Лучко зіграла ще у двох стрічках пов'язаних з Другою світовою війною — «Невідомий, якого знали всі» (роль Анни Ліберс, радянської розвідниці) і «Гарячі стежки» (роль Катерини Василівни, члена наукової експедиції).
У 1974 році Лучко знялася у фільмі молдовського режисера Миколи Гібу «Гнів». Це була її перша картина у Гібу, потім вона знялася ще в шести його фільмах. Надалі, за словами Гібу, Лучко було «тісно» в амплуа романтичних героїнь, тому він часто давав їй ролі «злодійок». В картині «Гнів», що оповідала про Татарбунарське повстання, де Лучко зіграла роль жорстокої поміщиці, режисер вважав, «розпочалося друге коло її життя». Однак стрічка на сьогодні вважається маловідомою. До кінця знімання до Гібу зателефонувала Зоя Федорова, яка благала дати їй будь-яку роль, хоча б в масовці, і режисеру довелося спішно дописати для неї епізод. Але через від'їзд її дочки Федорової, Вікторії, в США до батька, фільм «поклали на полицю». 1977 року Гібу запросив Лучко знятися у фільмі «Корінь життя». Згодом режисер пишався, що саме з цієї картини виник акторський «тандем» Міхая Волонтира і Клари Лучко, який надалі зіграв у кількох фільмах й здобув популярність. За сюжетом героїня Лучко (як в інтерв'ю зазначала сама акторка), «енергійна агрономка, що закладає в Молдові сади нового типу, які дають багаті врожаї, довго страждала від нерозділеного кохання до героя Волонтира». Кадрів з Волонтиром і Лучко у фільмі було помірно мало, бо режисерові була дана установка зняти «щось для підняття соціалістичного змагального духу», більше уваги було приділено сільськогосподарській теми, тобто розвитку плодових садів. Наступним фільмом Гібу за участю Лучко став «Кодова назва „Південний грім“» 1980 року, що розповідав про Яссько-Кишинівську військову операцію 1944 року в Молдові, де вона зіграла військлікаря Машу, співробітницю СМЕРШу. Хоча режисер спочатку сумнівався чи зможе Лучко зіграти співробітницю СМЕРШу, адже вона вважалася «ліричною» акторкою, тоді як персонаж фільму — жорстка жінка, але роль виявилася вдалою.
У решті інших картин 1970-х років, «Там, за горизонтом» (1975) і «З коханими не розлучайтесь» (1979), Лучко зіграла ролі другого плану, а стрічка «Підзорна труба» (1973) — стала єдиною короткометражкою в кар'єрі акторки. Крім цього, 1979 року Володимир Меньшов запропонував Лучко зіграти негативну роль матері Рудольфа у фільмі «Москва сльозам не вірить», але акторка відмовилася від неї. В результаті цю роль зіграла Євгенія Ханаєва. Як і у фільмі «З коханими не розлучайтесь», надалі Лучко часто грала ролі матерей, зокрема у постановці «Ви вмієте грати на піаніно?» (1982), яка стала єдиною в кар'єрі акторки телевиставою, знятою за заявками глядачів, та у фільмі «Несхожа» (1985) й інших.
У 1980 році Лучко зіграла у фільмі «Скринька Марії Медичі», це була її перша співпраця з Рудольфом Фрунтовим, надалі вона знялася у низці кінокартин цього режисера. За словами акторки, Фрунтов був готовий знімати її майже в кожному своєму фільмі. Фільм став першою самостійною режисерською роботою Фрунтова. Лучко зіграла роль аристократки-француженки Мадлен Локкар, сценарій фільму та роль їй подобалися тим, що вона раніше в детективах ніколи не знімалася. Фільм пройшов по екранах з великим успіхом. Потім Фрунтов спеціально для Лучко написав роль жінки-мера портового міста, в фільмі-катастрофі «Тривожна неділя» 1983 року, яка хвилюється за життя свого сина, що став заручником аварії на танкері в порту. Ця роль, за словами акторки, була для неї також важливою і цікавою, тому що її героїня мала «дуже сильний характер». Особливо складно їй було зіграти сильну драматичну сцену — зобразити стан внутрішнього занепокоєння героїні, її внутрішні метання між боргом і материнським почуттям. Наступними ролями Лучко у Фрунтова стали драми «Жив відважний капітан» (1985) і «Про любов, дружбу і долю» (1987), події яких відбувалися за часів Німецько-радянської війни, де вона зіграла ролі другого плану. Роль у картині «Жив відважний капітан» стала для акторки примітною тим, що вона зіграла бригадирку малярів — Агнію. Хоча за сценарієм її героїня була «здоровою, сильною жінкою, з низьким сиплим голосом, що закохалася в моряка», Лучко, за власною ініціативою, зімпровізувала у одній зі сцен, зробивши роль Агнії, за її словами, більш «живою і людяною».
Також 1980 року Тетяна Ліознова запропонувала зіграти Лучко роль персонажа Нуйкіної у двосерійній психологічній драмі «Ми, що нижче підписалися». До цього ця п'єса вже ставилася в трьох московських театрах. Глядачі ходили дивитися, як грає актор в одному театрі, і як ту ж роль грають в іншому театрі. Вистави мали великий успіх. За словами акторки «Ми, що нижче підписалися» був «сучасним, соціально-моральним фільмом, детективом зі складними характерами», а Нуйкіна — це «бюрократ-інтелігент, чиновник високого класу, яка має чоловіка-професора, виконує тільки те, що їй скаже начальник, попри її особисту думку, й вважає, що все, що вона робить — добрі справи і правильно». Для Лучко знімання фільму були дуже цікавими, бо в ньому був підібраний ансамбль таких «першокласних» акторів як Олег Янковський, Юрій Яковлєв, Леонід Куравльов та Ірина Муравйова. Фільм вийшов на екрани у 1981 році і викликав позитивні відгуки, як в глядацькій аудиторії, так і в пресі. Акторів висунули на здобуття Державної премії СРСР, яку їм так і не дали, хоча на засіданні Комітету з Держпремій на підтримку цього виступали найбільші діячі культури. Після трьох прем'єр фільму в найкращих кінотеатрах Москви, не лише глядачі, але й критики одностайно високо оцінили роботу Лучко. Ліознова вважала що Лучко зіграла найкращу свою роль у цьому фільмі, завдяки якому вона відкрилася як серйозна психологічна акторка. Того ж року, Муравйова, Яковлєв і Лучко знялися у ще одному фільмі Ліознової «Карнавал». Причому Яковлєв і Лучко зіграли подружню пару, а Муравйовій дісталася головна роль.
Також 1981 року Лучко знялася у комедії «Бідна Маша» Михайла Александровича, де вона зіграла роль Ольги Павлівни — матері головної героїні, яка захоплюється спортом. Для акторки фільм став примітним тим, що їй довелося протягом п'яти дублів виконувати складний трюк. За задумом режисера, в одному з кадрів, вона повинна була стояти на голові, а персонаж Миколи Трофімова, який виконував роль чоловіка Ольги Павлівни, у цей момент мав грати на віолончели. Режисер, який навіть хотів запросити тренера, щоб він навчив Лучко цьому трюку, був дуже здивований, коли акторка сказала, що вона ітак вміє стояти на голові. Під час знімання цієї сцени відбувся кумедний випадок, який Лучко згадувала словами:
| Ліві лапки | Я стою на голові, а Трофімов грає на віолончелі. Він починає сцену і… забуває текст. А я стою на голові. Починаємо спочатку. І він знову забуває. Ще раз… А я все стою на голові. І так — п'ять дублів. Відчуваю, що зараз упаду. Мені захотілося стукнути Трофімова по його голові. Але я цього, звичайно, не зробила. А на екрані все виглядало легко і просто | Праві лапки |

### Третя хвиля популярності. «Циган»
1983 року Лучко пережила третій зліт популярності після виходу на телеекрани багатосерійного фільму «Циган», знятого за романом Анатолія Калініна «Суворе поле» у 1979 році, де вона зіграла головну роль — донську козачку Клавдію Пухлякову. Коли йшло обговорення з режисером фільму, Олександром Бланком, кого запросити на головну роль, Калінін твердо сказав, що він бачить у цій ролі лише Лучко, після того як побачив її гру у виставі «Суворе поле», тим паче що вона за походженням козачка. Лучко була запропонована роль Клавдії Степанівни, навіть попри те, що за сценарієм головній героїні було 40 років, а акторці — 54. Поки йшли кінопроби, виникла проблема щодо невиходу «Цигана»: високопоставлені чиновники намагалися відтягнути початок зйомок, через те що їм не подобався сюжет з «інтернаціональною» любов'ю двох головних персонажів фільму — цигана-Будулая і козачки-Клавдії. Бланк і Калінін склали лист секретарю ЦК КПРС по ідеології Михайлу Суслову, але справа не дала результату. Тоді у справу знову втрутилася Лучко, яка звернулася до Сергія Лапіна, голови Держтелерадіо СРСР, розповівши сценарій, вмовила його посприяти дозволу на знімання фільму, який був отриманий через три дні. На роль Будулая довгий час не могли знайти відповідного актора (перепробували безліч акторів, серед яких були: цигани, грузини, українці, вірмени, татари й інші). Зіграти Будулая хотіли багато артистів, серед претендентів був навіть Армен Джигарханян, але він не зміг приїхати на проби, а інші категорично не підходили. Ситуацію знову врятувала Лучко, яка згадала про «колоритного» молдовського актора — Міхая Волонтира, з яким вона грала «Корені життя». «Шкода, він говорить з диким акцентом, зате типаж — точно ваш Будулай», — переконувала Лучко знімальну групу. Після того як Волонтир прибув на знімальний майданчик і пройшов кінопроби, після яких Калінін, вигукнув: «Так ось же мій Будулай!», — він був затверджений на головну роль. Перед пробами Лучко боялася, що буде погано виглядати на тлі партнера, який був майже на десять років молодше, але сумніви спростував один дубль, де поруч з бородатим Будулаєм її Клавдія виглядала йому до пари. Коли стали домовлятися щодо знімання Волонтира, виявилося, що керівництво його драматичного театру у місті Бєльці категорично проти, мотивуючи це тим що на ньому у них тримається весь репертуар, але Лучко вдалося умовити Міністра культури Молдови відпустити Волонтира. Фільм зняли на батьківщині Калініна — на хуторі Пухляковському в Ростовській області. Вийшовши на екрани, телефільм миттєво став надзвичайно популярним, йшов у багатьох країнах. Акторка казала, що навіть у Югославії, після показу фільму, її впізнавали й підходили на вулицях. До Лучко, як і за часів «Кубанських козаків», прийшла велика кількість листів. Вона згадувала:
| Ліві лапки | Глядачки розповідали мені, а вірніше, моїй героїні, що у них не склалося життя, що, побачивши долю Клавдії, зрозуміли, що вони десь були не праві, що потрібно бути мудрішими, чекати, вірити, а вони нетерплячі. Напевно, фільм варто було робити хоча б тому, що він змушував людей замислюватися над своїм життям | Праві лапки |

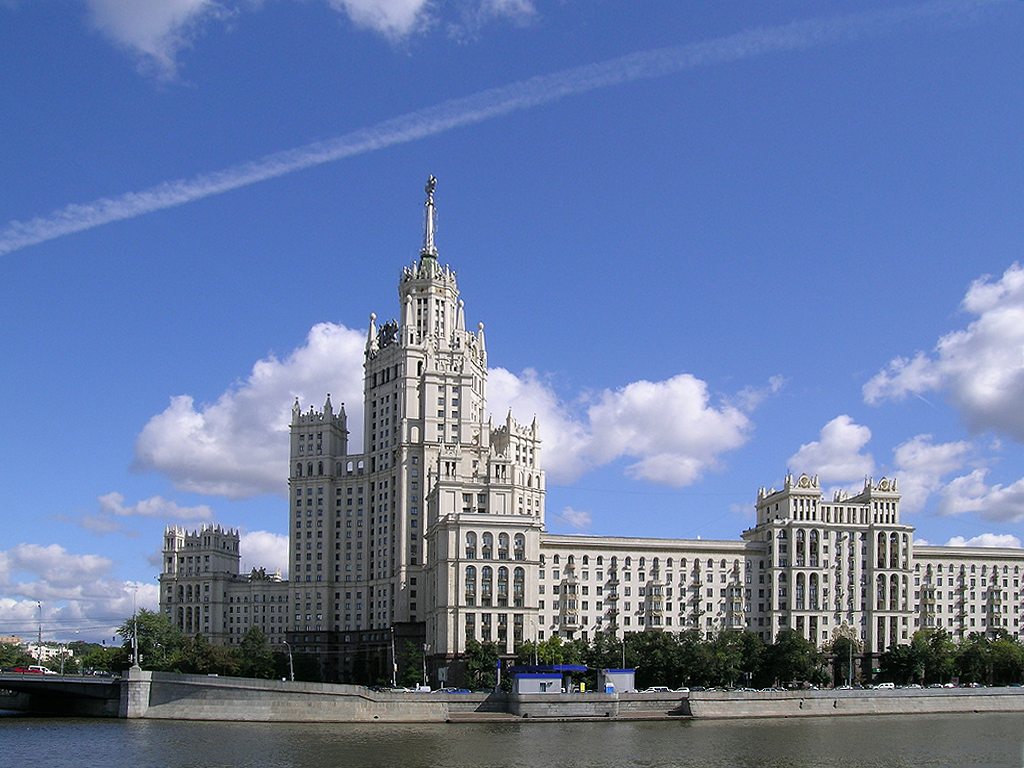
Будинок на Котельницькій набережній, де жила Клара Лучко з 1953 року й до кінця життя

За підсумками соціологічного опитування, проведеного «Російської газетою» у 1997 році, «Циган» увійшов до числа ста найкращих фільмів за всю історію російського кінематографа, а за числом показів на телеканалах Росії посів перше місце. Надалі Бланк запросив Лучко на знімання у фільм «Професія — слідчий» (1982), де вона зіграла епізодичну роль. Акторка подружилася не лише з самим режисером, але і з його родиною.
Хоча за сценарієм, Будулай повинен був померти від рук бандитів в кінці останньої, четвертої серії, але під час завершення знімання Волонтир, вражений зйомками, переглянувши відзнятий матеріал, став просити режисера «не вбивати» його героя. Вимагали продовження телефільму і глядачі, після чого Калінін написав новий сценарій.
| Ліві лапки | Коли Центральне телебачення вперше показало чотири серії «Цигана», ніхто не збирався знімати продовження. Але на нас обрушився шквал листів. Тисячі, десятки тисяч листів… Глядачі вимагали продовження. І цей глядацький натиск дав результат. Анатолій Калінін написав продовження роману. Був написаний сценарій нового чотирьохсерійного фільму «Повернення Будулая» — Клара Лучко | Праві лапки |

У 1985 році на екрани з тріумфом серед глядачів вийшло продовження фільму — «Повернення Будулая», після якого Лучко і Волонтир були удостоєні звання «Народний артист СРСР».
Також 1983 року Лучко зіграла в черговій стрічці Миколи Гібу «Знайди на щастя підкову», де виконала роль сільської мешканки Варвари. Лучко створила персонаж, який вважався «совістю села», при його втіленні акторка багато чого взяла від своєї особистості та життєвої позиції, будучи доброю та діяльною людиною. Наступного року Лучко знялася у фільмі Олександра Косарєва «Перш, ніж розлучитися», виконавши роль буфетниці Тоні. За словами акторки подібний жіночий характер вона ще не грала й назвала роль «зворушливою». У цій картині у неї були як комедійні, так і драматичні сцени.
У середині 1980-х років Лучко попалася повість Галини Попової «Тітка Маруся», яка їй дуже сподобалася. За словами акторки після її прочитання вона уявляла себе в ролі її головного персонажу — бездітної домогосподарки «тітки Марусі», що присвятила своє життя вихованню чужих дітей. Вона вважала, що картина потрібна багатьом таким жінкам, як Маруся, і тим, хто потребує «тепла і ласки». Незабаром вона познайомилася з Поповою й вмовила її написати сценарій, який потім включили в план студії «Білорусьфільм». У наказі було написано, що картина ставиться саме для Лучко. Найважливішим для акторки було придумати характер, тому що, за її словами «важко просто так грати події з життя». Коли у 1985 році на телеекранах показали двосерійний фільм «Тітка Маруся», Лучко отримала сотні листів, половина з яких була написана дітьми. Багато листів прийшло і від самотніх жінок, у яких ніколи не було дітей. Вони писали їй про те, що «якби подивилися картину раніше, то, мабуть, спробували б змінити своє життя». Також, серед тих, що відгукнулися було чимало вихованців дитячих будинків та людей з неблагополучних сімей. Партнерами Лучко у фільмі стали Володимир Конкін, Ірина Шевчук і Римма Маркова, яка грала Марусину подругу-наставницю, з якою в її героїні були абсолютно різні характери, що стало знахідкою для картини. Персонаж Маркової як би доповнював роль героїні Лучко, наставляючи і допомагаючи їй. Анатолій Ромашин зіграв пізнє кохання тітки Марусі, що за словами Лучко було «складною справою і вимагало крайньої делікатності».
Хоча велика популярність Лучко була заснована перш за все на позитивних ролях, але у трьох останніх фільмах Миколи Гібу акторка вперше за довгі роки вирішила змінити цьому своєму правилу, зігравши негативні жіночі характери. У фільмі «Ваш спеціальний кореспондент» 1987 року вона вперше на всю країну зіграла корумповану партійну чиновницю Маріанну Дреган. Створена в самий розпал «перебудови» Михайла Горбачова, ця стрічка випередила багато фільмів того періоду щодо демонстрації корумпованості влади. У картині «Гра в смерть, або Сторонній» (1991) Лучко виконала роль мафіозної дами-мільйонерки, яка здала свого сина в дитячий будинок та під кінець фільму кається у своїх «чорних» справах і гине. В іншому фільмі — «Чи винна я?» (1992) — акторка зіграла алкоголічку, але фільм вийшов оптимістичним, що спонукає до надії. Картина була знята на гроші американського спонсора, з яким Лучко познайомилася за допомогою свого знайомого. Сюжет з'явився випадково, він розповідав історію про моряка, який кидає пити, щоб врятувати від цього пороку кохану жінку. Сюжетом послужила особиста життєва історія, розказана Лучко попутницею по купе поїзда, коли вона поверталася до Москви після знімання фільму «Гра в смерть» в Ізмаїлі. Історія так потрясла Лучко, що вона після повернення все переказала Зінаїді Чирковій, дружині режисера Гібу, яка була сценаристом. Чиркову ця історія зацікавила і вона з Лучко вирішили створити відверту мелодраму, назвавши її за словами пісні: «Чи винна я?». Потім вона та Лучко зустрілися на концерті з Міхаєм Волонтиром в Волгограді, де розповіли йому сценарій і запропонували зіграти роль закоханого моряка. Потім Лучко підвела Гібу, який погодився знати фільм, до думки дати роль Волонтиру. Картина «Чи винна я?» була швидко знята, для акторки вона була одна з найцікавіших робіт завдяки абсолютно новій ролі, яку вона ніколи не грала раніше. Доля картини виявилася драматичною. Спонсорка картини довго не хотіла нікому її продавати: ні для телебаченню, ні для прокату, боячись, що їй не заплатять повної суми за неї. Фільм вперше показали у 1994 році на кінофестивалі «Жіночий світ» в Набережних Челнах, де Лучко здобула премію за найкращу жіночу роль. Однак наприкінці 1980-х років Лучко зіграла і дві позитивні ролі: роль Олександри Григорівни у фільмі «Одного разу в грудні» та колгоспниці-доярки Авдотьї у виробничій багатосерійній драмі «Увійди в кожен будинок».

### Останні роки
Лучко знімалася в кіно до середини 1990-х років. У фільмі «Очі» (1992) вона виконала роль лікаря-офтальмолога і зіграла в українській стрічці-притчі «Притча про світлицю» (1994), у якій по-сучасному осмислювалася біблійна легенда про Йова. Потім Лучко відійшла від кінематографа, але як і раніше, з'являлася на публіці. Після розпаду СРСР Лучко стала працювати на телебаченні — туди артистку запросили друзі її чоловіка Дмитра Мамлєєва. На телеканалі ОРТ вона вела програми «Фільми нашої пам'яті» і «Щоб пам'ятали», а на каналі АСТ — «Кумири кіно». У передачах Лучко розмовляла з акторами і режисерами, авторами популярних радянських кінокартин та згадувала про відомих померлих акторів. Лучко відгукувалася про працю на телебаченні словами:
| Ліві лапки | Як людина відповідальна, я нервувала, і мене стали долати сумніви — чи зможу бути автором і ведучою нової телевізійної рубрики? Не інтерв'юєром, а співрозмовником. <...> Вести телевізійну передачу важко. Я не просто ведуча, яка бере інтерв'ю у актора. Я — акторка, як і ті, хто приходить до студії. І тому потрібне не інтерв'ю, а бесіда для глядачів, щоб вони приєдналися до нас. Я приходжу до їхнього будинку, і ми всі сидимо, говоримо про те, що нас цікавить, а я тільки направляю цю бесіду. Це дуже важливий метод, і глядач прийняв його. Пошта була колосальна | Праві лапки |

Фільм «Сонячний удар», що вийшов у 2002 році, став не лише останньою співпрацею Лучко з режисером Рудольфом Фрунтовим, але й її останньою великою кінороботою. Знімання у фільмі, що відбувалися у Севастополі, виявилася незвичайними тим, що вона вперше грала в бойовику, де вона виконала роль негативного персонажа Клари Міллер — досвідченого іноземного агента-диверсанта, що винятком у її кінокар'єрі. Лучко казала:
| Ліві лапки | Я не люблю грати негативні ролі, це правда. Але ця роль здалася мені цікавою. Адже я ніколи не знімалася в бойовику. Це теж дуже цікаво. Цікаво просто як акторці. До того ж у мене тут ще й складний характер: я граю милу, чарівну жінку, і лише у фіналі з'ясовується, хто вона насправді, коли вона, цілячись в офіцера, випадково вбиває сина… | Праві лапки |

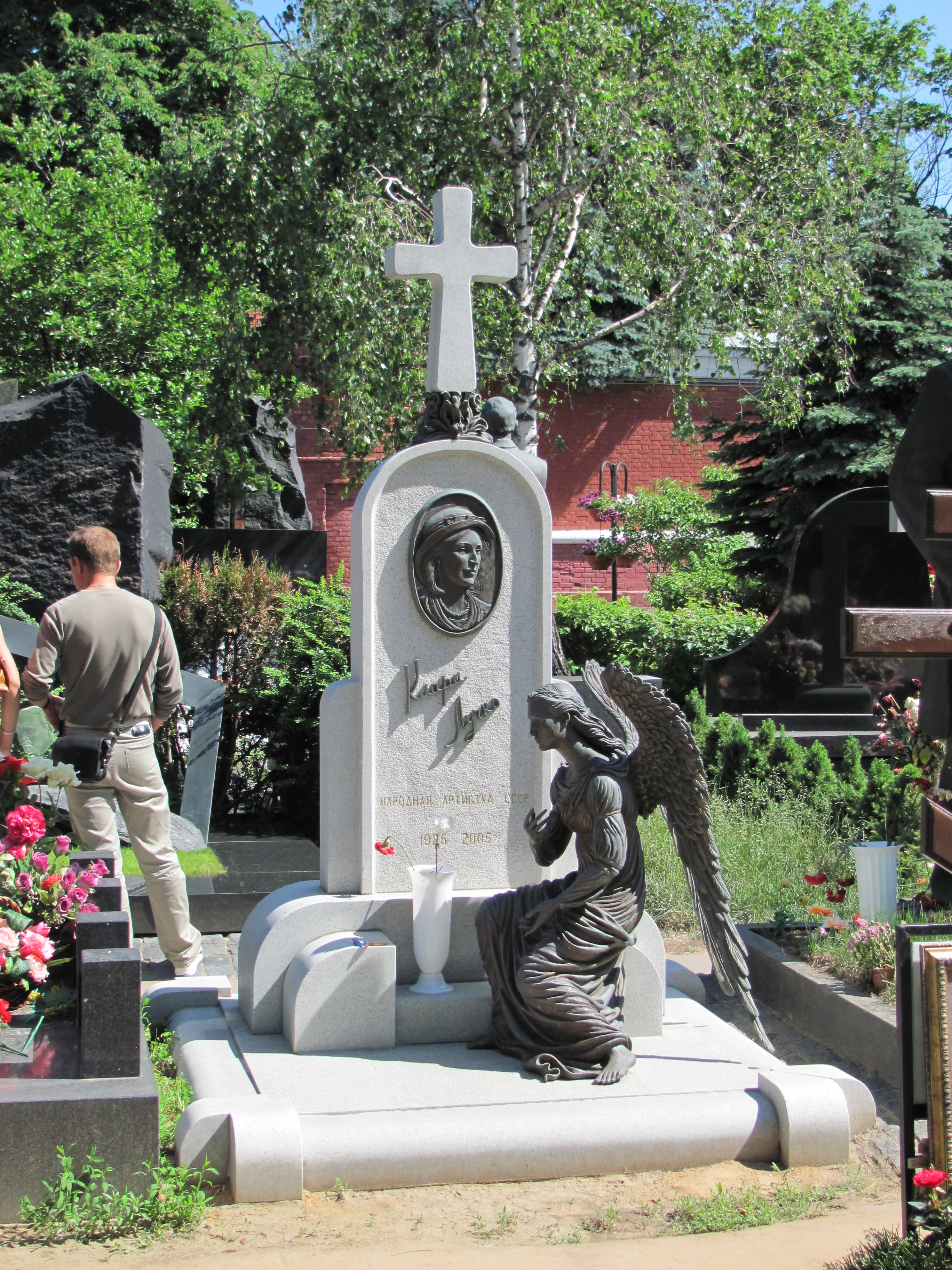
Могила Клари Лучко на Новодівичому кладовищі

У 2002 році акторка опублікувала автобіографічну книгу «Чи винна я…», яка отримала визнання читачів, а на початку 2005 року випустила календар, розрахований на три роки вперед, зі своїми фотографіями з кіно.
Останніми ролями акторки став фільм Юлія Гусмана «Парк радянського періоду», який вийшов у 2006 році і телесеріал з 13-ти випусків «Розведені мости», що знімався у 2002—2009 роках. Свою роль камео у «Парку радянського періоду» акторка не встигла озвучити через смерть, картина була своєрідним рімейком «Кубанських козаків». Гусман тоді заявив що інша акторка не озвучуватиме роль Лучко, бо було технічно можливим зробити так, щоб у фільмі пролунав саме її голос. У «Розведених мостах» за сценарієм головний персонаж у виконанні Кирила Лаврова закохався в героїню Лучко, господиню великої родини, українку за національністю. В останні дні свого життя, акторка, по суті, «жила в поїзді», яким їздила між Москвою і Санкт-Петербургом для знімання у цьому серіалі.

### Смерть
У 2005 році Клара Степанівна готувалася відзначити 80-річний ювілей. Особливих скарг на стан здоров'я вона не висловлювала, тому її смерть стала для рідних і колег справжнім шоком. Як завжди, суботнім ранком 26 березня 2005 року вона готувала сніданок. Накривши на стіл, покликала чоловіка — і несподівано втратила свідомість. Чоловік Дмитро Федорович, побачивши дружину, що лежить на підлозі біля ліжка, тут же викликав «швидку». За висновком лікарів бригади «швидкої», які прибули в квартиру акторки у висотці на Котельницькій набережній, причиною її смерті став відрив тромбу.
Прощання з Лучко проходило у столичному Будинку кіно. Поховали акторку 30 березня на Новодівичому кладовищі, на ділянці № 10, поруч з хірургом Борисом Петровським. У липні 2006 року на могилі Лучко відкрили пам'ятник з білого мармуру.

## Особисте життя
Клара Лучко одружувалася двічі. З першим чоловіком — актором Сергієм Лук'яновим, який був родом з Луганщини, вона познайомилася під час знімання фільму «Кубанські козаки» 1949 року. Напередодні від'їзду в кіноекспедицію на Кубань, Лук'янов заглянув в гримерку, побачивши там Лучко, яка була молодша за нього на 15 років, закохався в неї, сказавши: «Я — пропав!». Лук'янов зав'язав роман з Лучко, попри те, що він був тоді одружений з акторкою Київського театру опери і балету Надією Тишкевич, й у них підростала дочка. Також, ще до знайомства Лучко з Лук'яновим, закохався в акторку і режисер фільму Іван Пир'єв, який мав репутацію відомого ловеласа. Режисер звернув увагу на Лучко ще під час кінопроб до «Кубанських козаків», де довів молоду акторку до сліз: йому не подобалися ракурси, які брав фотограф, і тоді він схопив її за підборіддя і почав крутити в різні боки. Під час знімання фільму режисер став залицятися до Лучко, що призвело до його скандального інциденту з Лук'яновим, який через напад ревнощів схопив Пир'єва і кинув в кущі. Після цього випадку Пир'єв хотів зняти Лук'янова з ролі. Переживала і Лучко, яка вважала що Пир'єв її теж зніме з ролі. Однак, завдяки втручанню Марини Ладиніної, цей інцидент був залагоджений, і знімання фільму були завершені. Пізніше Пир'єв намагався помститися Лучко за те, що вона не відповіла йому взаємністю. Коли Йосип Хейфиц запросив акторку на роль у «Великій родині», Пир'єв, будучи директором «Мосфільму», на художній раді висловився категорично проти знімання Лучко у цьому фільмі, але її все одно затвердили. Лук'янов розлучився з Тишкевич і через кілька місяців після завершення знімання «Кубанських козаків» одружився з Лучко, у 1951 році вона народила дочку Оксану. Після весілля подружжя мешкало в московській комуналці, а 1953 року переїхало у велику квартиру в будинку на Котельницькій набережній. Цю квартиру Лук'янов отримав завдяки міністру культури Катерині Фурцевій. За спогадами дочки Оксани:
| Ліві лапки | Тато робив мамі розкішні подарунки — коштовності, шуби, море квітів. Завжди був дуже галантний. Вони вважалися однією з найкрасивіших пар радянського кіно… З-за кордону всі везли багато речей, а він йшов в хороший магазин і купував мамі одне дороге плаття. У тата був дуже хороший смак! Одного разу на гастролях в Англії весь гонорар він витратив на дорогу сукню з брюссельського мережива і срібні туфельки для коханої. А якось побачив десь в журналі акторку в босоніжках на корковій танкетці. Зараз таких повно, а тоді вдень з вогнем не можливо було знайти. Ось він знайшов якусь замшу, прив'язав до неї довгі шнурки, виготовив танкетку і подарував мамі. Іншої такої пари не було ні у кого! Босоніжки просто чудово сиділи на маминих ніжках! (…) — Батько буквально обожнював її (…) | Праві лапки |

Народний артист РРФСР, актор Сергій Лук'янов, перший чоловік Клари Лучко

Батьки мріяли, що їх дочка також стане акторкою. Оксана поступила в Щукінське училище, але потім забрала документи і перевелася на факультет журналістики МДУ, хоча Клара Степанівна була вкрай незадоволена таким рішенням. Потім Оксана закінчила ще два вищих навчальних заклади — ВГИК і ГИТИС, ставши кінознавицею, одружилася і народила сина Олександра, єдиного онука Клари Степанівни, який став хіміком-мікробіологом. Згодом Лучко казала: «Ми з онуком справжні друзі. Він мене називає Кларою. Ми з дочкою завжди були подружками, довіряли одна одній всі секрети. І ці відносини зберігаються досі…». Оксана деякий жила в Канаді, але її особисте життя не склалося, вона розлучилася з чоловіком і разом з сином повернулася на батьківщину й стала займатися бізнесом.
Ще 1958 року в Лук'янова стався перший інфаркт, коли він знімався в «Капітанській дочці», де грав розбійника Омеляна Пугачова. Через кілька років у нього стався другий інфаркт — Лук'янов впав на асфальт біля свого будинку. 1962 року Лук'янов, потерпаючи ві депресії через свою хворобу — намагався накласти на себе руки, хоча за свідченнями дочки Оксани:
| Ліві лапки | Батько не здавався, йому друзі з Америки привозили дорогі ліки. І все ж в лікарні він опинявся все частіше. Мама настільки занурилася в турботи про нього, що навіть перестала стежити за собою. Вона різко постаріла, в волоссі з'явилася сивина, до того ж мама ходила без косметики, без укладання. Одного разу її у тата в лікарні побачив Марк Бернес, який теж там лікувався, і каже: "Клара, зайди до мене на хвилиночку". А коли вона зайшла, він їй сказав: "Ти себе в дзеркалі давно бачила? На кого ти стала схожа?" — "Слухай, мені зараз зовсім не до того, мені все одно, як я виглядаю", — спробувала відмахнутися мама. Але Бернес продовжив: "А що, якщо Сережа буде довго хворіти? Хто тебе знімати буде? Як ти могла себе до такого довести? Адже у тебе дитина!" У той час мама виглядала практично так, як в останньому спільному з татом фільмі „Державний злочинець“. Там моя прекрасна мама зіграла сліпу сиву немолоду жінку. | Праві лапки |

Третій інфаркт виявився останнім. 1 березня 1965 року, виступаючи на одному із зібрань в Театрі ім. Є. Вахтангова, під час своєї промови Лук'янов перехвилювався і помер прямо в залі засідання. Поховали актора на Новодівичому кладовищі.
Другим чоловіком Лучко став Дмитро Мамлєєв, журналіст газети «Ізвєстія», пізніше став головою Російського фонду миру. Вони познайомилися у 1969 році. Сама акторка згадувала:
| Ліві лапки | Я прийшла в гості до своєї приятельки Рити Кваснецької, у неї за стіною жила Аза Ліхітченко, її чоловік Саша Менделєєв був відповідальним секретарем «Ізвєстій». Аза зайшла до нас і запросила до себе, сказавши, що «зараз Діма Мамлєєв прийде». Ми перейшли в сусідню квартиру. Прийшов Діма Мамлєєв — красивий, молодий, «ізвєстінець», що подає надії. Ми дуже цікаво провели вечір. А коли почали розходитися, з'ясувалося, що всі живуть у цьому будинку, а ми з Дімою — люди прийшлі. І пішли ми удвох з Дімою шукати таксі. Так до сих пір разом і живемо | Праві лапки |

Через чотири роки вони офіційно оформили стосунки. Лучко зізнавалася, що завдяки Мамлєєву і дочці вона змогла повернутися до життя після смерті Лук'янова. Мамлєєв взяв всі побутові турботи на себе, захистивши дружину від повсякденних клопотів.
Лучко і Мамлєєв прожили разом 36 років. Смерть дружини Дмитро Федорович переживав важко і помер через сім років після її відходу (у 2012 році).

## Громадська діяльність
Поряд з акторською роботою Лучко працювала в Університеті культури, Комітеті радянських жінок, Правлінні товариства «СРСР — Австралія», акторської секції Спілки працівників кінематографії СРСР. Була членом КПРС з 1966 року та Головою правління Міжнародного культурного центру «Слава». Обиралася депутатом Мосради, де була головою постійної комісії по культурі. Часто зустрічалася з глядачами. Вона неодноразово представляла радянське кіномистецтво на фестивалях, у творчих поїздках побувала у низці країн світу, зустрічалася зі відомими людьми, зокрема співаком Полем Робсоном та актором Грегорі Пеком. Бувала на різних кіностудіях світу, зокрема Голлівуду, Японії, Чехословаччини, Угорщини, Ізраїлю. Була членом Спілки кінематографістів СРСР. В кінці 1980-х Лучко займалася громадською роботою: входила до Московської міської ради з питань культури культурі, виступала з лекціями про кіно перед студентами театральних інститутів. Потім займалася Екологічним дитячим фондом. Була представницею комітету українців в Росії.

## Особисті якості та вподобання
В молоді роки Клара Лучко вважалася однією з перших красунь радянського кіно і славилася своєю «класичною красою», нею захоплювалися, такі митці, як Іван Пир'єв, Пабло Пікассо, Фернан Леже, Ельдар Рязанов, В'ячеслав Шалевич, Леонід Гайдай. Багато радянських чоловіків у своїх листах до акторки писали, що мріяли мати таку дружина як вона. Під час відвідин Каннського кінофестивалю 1954 року зовнішність Лучко викликала справжній фурор та користувалася великою увагою з боку місцевої преси, існують факти, що з приводу її рум'янцю журналісти навіть билися об заклад — природний він або результат макіяжу. Одне з місцевих виданнь присвятило Лучко цілу статтю, написавши, що радянська акторка в перші три дні фестивальної лихоманки перевершила за популярністю навіть французьку кінозірку Мішель Морган. Про акторку писали: «чарівна акторка зі свіжістю пастушки». Пабло Пікассо і Фернан Леже називали акторку «схожою на свіжу троянду» Творчість Лучко відзначено безліччю нагород і премій. 1999 року Міжнародний біографічний центр у Кембриджі назвав акторку «Жінкою тисячоліття» за заслуги у світовому кінематографі, завдяки ролі у «Дванадцятій ночі». Але найбільш пам'ятною нагородою незадовго до своєї раптової смерті вона назвала головний приз російського фестивалю «Жінки кіно» імені Віри Холодної. За словами Лучко професія акторки зобов'язувала її виглядати гарно, але багатою матеріально вона ніколи не була.
З другим чоловіком Дмитром Мамлєєвим, Клара Степанівна мала дачу — звичайний дерев'яний будиночок в Підмосков'ї, який вони купили ще в 1970-х роках, продавши будинок своєї тітки в Полтаві. Лучко вела активний спосіб життя: любила відпочинок на природі, на садовій ділянці вирощувала лілії. Любила твори російських і зарубіжних класиків, класичні твори Петра Чайковського, Ференца Ліста. Завжди із задоволенням дивилася старі радянські кінострічки. Серед улюблених акторів — Роберт Редфорд, Микола Черкасов, Євген Леонов, Марина Нейолова. Була автомобілісткою, мала автомобіль «Волга». Обожнювала кішок і собак.
Лучко мала репутацію не лише знаменитої акторки, але й чуйної та доброї людини, яка підтримувала благодійні фонди, могла «замовити слово» перед можновладцями, якщо бачила, що хтось потрапив у біду. Прикладом цього було те, як одного разу саме після її розмови з Наїною Єльциною в списки претендентів на президентську премію включили Марину Ладиніну. Лучко сказала дружині президента, що готова відмовитися від грошей на користь знаменитої, але злиденної артистки. Але Лучко не викреслили зі списків, просто додали ще й Ладиніну. Акторка писала: «Я завжди намагалася допомогти тим, хто опинявся в скрутному становищі. Скільки себе пам'ятаю, завжди була заступником по життєвим справах: комусь потрібно було вибити квартиру, когось покласти в лікарню». Ще одними прикладами допомоги акторки тим, хто опинився у скрутному становищі — є актори Олексій Нікульников та Міхай Волонтир. Нікульников, який зіграв роль сина Клавдії у фільмі «Циган», казав, що Клара Степанівна — його «друга мама», а Волонтир — називав Лучко «святою». Лучко турбувалася щодо долі Нікульникова і допомогла отримати йому житло у Москві. А Волонтиру — у 2001 році акторка зібрала гроші на лікування, йому загрожувала сліпота через цукровий діабет.
Лучко завжди любила гарно одягатися, особливо носити капелюшки. В її гардеробі постійно було не менше двох десятків вишуканих головних уборів, які часто оновлювалися. У акторки завжди була легка хода, ідеально рівна спина, навіть попри похилий вік. Завжди носила 46-й розмір одягу, при цьому не сиділа на дієтах, не займалася спортом, не худла і не повніла. За все своє життя Лучко не зробила жодної пластичної операції. При зрості 170 см мала завжди вагу 64—70 кг.
Лучко все життя пропрацювала в московському Театрі кіноактора й проводила дуже насичену творчу діяльність, описала свої трудові будні словами:
| Ліві лапки | У моїй трудовій книжці один-єдиний запис: «Студія „Мосфільм“. Театр кіноактора. Акторка». Ось і все. Кадровики скрупульозно заносили до мого службового реєстру якісь подяки і грамоти… Я працювала в Театрі кіноактора, але кожна нова картина означала, що я на час знімання переходжу в колектив чергової знімальної групи, а після закінчення роботи повертаюся знову до Театру кіноактора. За своє творче життя на яких тільки студіях я не знімалася: «Ленфільм» і «Кіностудія імені Довженка» у Києві, «Одеська кіностудія» і «Ялтинська», «Молдова-фільм» і Ташкент, «Білорусьфільм» і Будапешт, «Ма-фільм», студія «Баррандов» в Чехословаччині. А якщо до цього додати кіноекспедиції, концерти та фестивалі, творчі зустрічі, то це мало не весь Радянський Союз — від Калінінграда до «полюса холоду» Оймякона, від Єревана і Баку до Карпат, від Ізмаїла до Алма-Ати… | Праві лапки |

За словами акторки вона побувала у безліччі місць світу, але найбільше їй сподобався Париж:
| Ліві лапки | Я побувала чи не в сорока країнах світу, бачила Індію та туманний Альбіон, піраміди Мехіко та хмарочоси Нью-Йорка, африканську савану та жовте каміння Святої Землі… Але в пам'яті моїй — той Париж | Праві лапки |

За спогадами сучасників Лучко вирізнялася делікатністю та аристократичними манерами. Завжди приховувала свої почуття, вважала неприпустимим скаржитися на свої труднощі, переживання і хвороби. Вона казала, що коли була не в дусі, просто не виходила з дому. Вважала те, що треба багато працювати, ніколи нікому не заздрити і не бажати зла. Хоча на перший погляд вона справляла враження дуже м'якої і боязкої жінки, але ця зовнішність була оманливою. Акторка мала вольовий і стійкий характер, в разі потреби вона могла завжди постояти за себе, про себе вона казала:
| Ліві лапки | Я сама із запорізьких козаків. Прізвище моє має військове походження. «Лучко» — це від слова «лучник», тобто стрілок з лука. Щось є в характері таке, що дає розправити спину, так і відчуваю по життю — мене важко зігнути. Щоб я звання або ордени просила? Та не потрібні вони мені. Головне, що тебе приймають глядачі — їх не обдуриш | Праві лапки |

## Оцінка творчості
Лучко пощастило знятися у справжніх «корифеїв» радянського кіно, таких як Сергій Герасимов, Іван Пир'єв, Всеволод Пудовкін, Йосип Хейфиц. Акторка казала, що попри те що у неї в кіно не було чоловіка-кінорежисера та жодної протекції, тим не менш вдалося зіграти понад 60 ролей. В одних картинах Лучко виконувала невеликі ролі, а в інших — головні. У кіно вона зіграла різні долі — щасливі і не дуже. Але всі героїні Лучко — красиві жінки з великим почуттям гідності, що любили та мріяли про кохання.
У роки свого творчого розквіту Лучко була популярна у режисерів старшого і наймолодшого поколінь. Перші бачили в ній ідеал жіночої краси, яка не схильна до капризів моди і часу. Тому вони із задоволенням знімали її в ролях романтичних жінок минулих років та гордих, переможних красунь, які схиляли до своїх ніг невдалих закоханих. В екранізації «Дванадцятої ночі» акторка з великою елегантністю носила квітчасті селянські сарафани, була чарівна і в розкішній дамській сукні і в оксамитовому чоловічому вбранні часів італійського Ренесансу. А молоді режисери уявляли Лучко в зовсім іншій якості — пустотливої, темпераментної акторки, яка здатна на найнесподіваніші вчинки. Це було однією з причин чому режисери Олексій Сахаров і Ельдар Шенгелая запросили її в свій перший фільм «Снігова казка».
Акторка неодноразово ламала стереотипи стосовно себе, доводячи, що їй під силу найрізноманітніші персонажі. Якщо до «Дванадцятої ночі» всі вважали, що Лучко може грати лише ролі колгоспниць, то після цієї картини акторка отримала кліше класичної акторки, при затвердженні їй іноді доводилося чути: «Вона в класиці знімається, яка з неї колгоспниця!». «Створювати характери… Саме цьому вчив нас Сергій Аполлінарійович Герасимов», — казала Лучко. — «Не грати „себе“, а пристосовувати свої зовнішні та внутрішні дані для втілення заданого образу». Прикладом цих слів стала картина «Невідомий, якого знали всі», де Лучко зіграла радянську розвідницю Анну Ліберс. Спочатку у цьому персонажі глядач бачив фанатичну гестапівку, для якої служіння Третьому Рейху — понад усе. Але далі поступово відкривався справжній образ героїні, для якої кожен день — це боротьба з собою, зі своїми істинними почуттями. Лучко не любила ділити ролі на позитивні і негативні. У фільмах акторка прагнула знайти пояснення і виправдання вчинкам своїх героїнь, по-людськи зрозуміти їх. Так зрозуміти і глибоко розкрити їй вдалося ще один складний жіночий характер — роль Ядвіги у фільмі «Червоне листя», яка принесла акторці визнання глядачів. Якщо на початку фільму, її героїня, Ядвіга, представлена безталанною співачкою із заштатного ресторану, що звикла жити «на продаж» свого обдарування, гідності і навіть просто самої себе. Але далі у Ядвіги з'являється розгубленість: руйнується звичний для неї світ і їй раптово відкривається життя в ім'я високих цілей, добра та справедливості. Лучко показала себе тут майстром тонкого психологічного малюнку.
Головним, що відрізняло акторські якості Лучко — стали принциповість і сумлінність, яка доходила до самовідданості. Принциповість не дозволяла акторці братися за ролі, в яких вона не уловлювала «ниточку» характеру. Якщо акторка бралася за роботу, то віддавалася їй самовіддано. У випадках коли у фільмі бракувало штрихів біографії героїні, то Лучко придумувала для неї характер і вигадувала відсутні риси натури персонажа. Але не все придумане потрапляло на екран, багато-чого за різними обставинами залишалося за кадром. Іноді за кадром залишалися цілі ролі, однією з причин цього, були зовнішні дані кіноакторки, тому що деякі режисери вважали, що їй треба обов'язково грати героїнь і світських красунь. У зв'язку з цим низка ролей, які Лучко хотілося б зіграти, так і не потрапили до її репертуару. Але коли режисери йшли на творчий ризик, пропонуючи акторці нетипову на їхню думку роль — до них, як правило, приходив успіх. Прикладом цього став фільм «Велика родина», Йосип Хейфиц сумнівався, що роль Ліди підійде Лучко, бо вона вважалася акторкою романтичною. А роль Ліди, за задумом режисера була гострохарактерною. Однак фільм розвіяв сумніви, ставши для Лучко однією з найцікавіших робіт в її кар'єрі. У перших кадрах Ліда представляється глядачам недалекою, обмеженою в своїх споживчих інтересах жінкою. Лучко навмисно зіграла звичний стереотип обивательки: яскравий капот, збиті куделечкі, ледачі рухи випещених рук, що створювало враження, що всі інтереси цієї жінки зводяться до нарядів і прикрас. Але в очах цього персонажу було видно, що вони живуть неспокійним, напруженим життям. Сухі слова, які кидає навколишнім Ліда, були не примхою розпещеної жінки, як це могло здаватися глядачам на перший погляд, вони являли собою постійне відчуття незадоволеності тим життям, яке вона має в будинку Журбіних. Таким чином Лучко зобразила образ бентежної душі Ліди, обманливості її зовнішнього спокою, створила яскравий, ємний та непростий жіночий характер. Роль Ліди стала першою по-справжньому характерною і складною роллю Лучко.
У фільмографії Лучко також чимало ролей ділових, підприємливих жінок — секретаря Київського обкому КПРС Євгенії Бош у фільмі «Мир хатам — війна палацам», Віолетти Матвіївни Нуйкіної в картині «Ми, що нижче підписалися», мера міста в «Тривожній неділі» й інших. Часто Лучко доводилося грати і в мелодрамах — «Поруч з нами», «Чуже ім'я», «Гнів». Є у Лучко і ролі корумпованих та кримінальних дам, наприклад, «Ваш спеціальний кореспондент», «Гра в смерть, або Сторонній» і «Сонячний удар». Хоча у фільмографії Лучко є і комедії («Опікун», або «Дача»), але через режисерську упередженість акторка рідко грала комедійні ролі, попри те, що вона мала відмінне почуття гумору, яке було часто присутнє у її розповідях для публіки про зустрічі, події, що супроводжувалися безліччю дотепних реплік, точно підхоплених смішних деталей, примітних замальовок характерів. Відверту ексцентріаду та м'яку іронію акторка іноді переносила і на екран, зокрема у зіграному нею персонажі Чорної душі з фільму «Снігова казка». У цьому фільмі Лучко не боялася клоунади, гротеску, бути безглуздою і некрасивою. Ще одною такою роллю став фільм «Дача», де вона зіграла Ксюшу, добру смішливу українку. Гостинну, балакучу, метушливу та напористу жінку. Через обмеженність драматургічного матеріалу ролі, цей характер акторці доводилося створювати багато в чому на знімальному майданчику. Але образ вийшов самобутнім і живим. За словами самої Лучко, їй подобалося грати у комедіях:
| Ліві лапки | Мені дуже хотілося грати ролі характерні чи комедійні. А мене завжди представляли героїнею і вважали, що я маю грати правильних жінок. Хоча, якщо чесно, я намагалася їх ніколи не грати. Мені вдавалося створювати різні характери. Адже це найголовніше, найцікавіше у творчості актора | Праві лапки |

Протягом своєї кінокар'єри Лучко завжди була в пошуках своєї головної ролі і своєї головної героїні — і знайшла її у телефільмі «Циган».
| Ліві лапки | Риси мого характеру розкидані по різних ролям, зіграним мною раніше. Але я не втрачаю надії зустрітися з нею — натурою складною, суперечливою, наділеною і силою і слабкістю, — словом, живої, з плоті і крові, земної, сьогоднішньою жінкою — Клара Лучко | Праві лапки |

У «Цигані» вона створила на екрані «дуже життєвий образ» Клавдії Пухлякової, який приніс їй успіх, рівний «Кубанським козакам». Глядачі з таким інтересом стежили за історією взаємин між Клавдією та Будулаєм, що навіть стали сприймати їхню «екранну» долю як реальну. Після виходу фільму на екрани поповзли чутки, що у виконавців головних ролей (Лучко і Волонтира) і в житті — любов. «Ми дружили, але роману не було», — запевняла Лучко.
На думку російського кінокритика Михайла Трофіменкова Лучко була однією з останніх «попелюшок» радянського кіно, яка виконала всі свої мрії та ніколи не боялася характерних ролей: вже в літні роки могла зіграти як алкоголічку, що опустилася, так і торговку зброєю, пишаючись отриманим за цю роль призом «Антігероїня року».
Міф Клари Лучко належить Україні не менше, а то й більше, ніж Росії. І не лише тому, що Україна є батьківщиною цієї полтавської дівчини. Зрештою, практично все своє свідоме життя, зі студентських років у майстерні Сергія Герасимова та Тамари Макарової, Клара Лучко прожила в Росії. А насамперед тому, що самим своїм існуванням на екрані та в житті Клара Лучко блискуче втілила особливий тип жінки — тип імперської українки, яка долає не лише географічні, а й неймовірні соціальні відстані, щоб відбутися, щоб стати собою. Ми можемо сказати, що вона була «просто» талановитою радянською актрисою. Але тоді ми не знайдемо відповіді на просте запитання: чому, коли після смерті Сталіна та прощання кінематографа з «великим стилем» часів диктатора всі блискучі та такі різні представниці цього стилю — Любов Орлова, Марина Ладиніна, Тамара Макарова, Людмила Целіковська, Валентина Сєрова та інші – закінчили свою кінематографічну кар'єру, Клара Лучко залишилася? І виявилося, що героїня «Кубанських козаків» може бути шекспірівською героїнею, а потім і актрисою мелодрами, над чиїм горем у фільмі «Циган» обливались сльозами радянські жінки наприкінці імперії та її кінематографа. Її образ міг залишитися на екрані лише тому, що Клара Лучко, можливо, несвідомо, спиралася на своє полтавське коріння, на свою дитячу мрію стати кіноактрисою. Великі попередниці, які для неї були прикладом, залишили екран, оскільки могли виступати лише символами сталінського стилю, світського життя радянського типу. Вони самі були радянськими аристократками і залишили подіум тоді, коли він перестав вимагати щоденного феєрверку на екрані. Клара Лучко була здатна зіграти Шекспіра, але в реальному житті її очі, її руки, її манера поведінки нагадували про відому м'якість полтавської натури. У жорстокому кінематографічному світі про її характер складали легенди. Можливо, саме тому її життя у мистецтві почалося з веселих очей колгоспної передовички у «Кубанських козаках» і фактично закінчилося втомленими очима готової боротися за щастя жінки у «Цигані». Ці два портрети є життям української жінки. Те, що цій полтавській селянці як казковій героїні вдалося стати зіркою великого імперського кіно, свідчить: мрії іноді збуваються— Віталій Портников, 1 квітня 2005 року, видання «ZN,UA»

## Фільмографія
Кіно
| - 1948 — Три зустрічі — геолог Бела Мухтарова - 1948 — Молода гвардія — тітонька Марина - 1948 — Мічурін — гостя Пашкевича - 1949 — Кубанські козаки — Даша Шелест - 1950 — Донецькі шахтарі — Ліда Недоля - 1953 — Вихори ворожі — Дагмара - 1953 — Повернення Василя Бортнікова — Наталія Олексіївна Дубко - 1954 — Велика родина — ліда Журбина - 1955 — Дванадцята ніч — Віола і Себастьян - 1957 — Поруч з нами — Ковригіна Антоніна Іванівна - 1958 — Червоне листя — Ядвіга Валевська - 1959 — У твоїх руках життя — Настя - 1959 — Снігова казка — чорна душа - 1962 — На семи вітрах — Наталя Михайлівна Гусєва - 1964 — Державний злочинець — Ніна Павлівна Семенова - 1965 — Рік як життя — Емма Герверг - 1965 — Заблукалий — Аня - 1966 — Дядечків сон — Анна Миколаївна Антипова - 1966 — Чуже ім'я — Ольга Павлова - 1969 — Викрадення — артистка Лучко - 1970 — Мир хатам, війна палацам — Євгенія Бош - 1970 — Море у вогні — Антоніна Олексіївна Саріна - 1970 — Опікун — Люба - 1970 — Ференц Ліст. Мрії любові — Марі д'Агу - 1971 — Гарячі стежки — Катерина Василівна - 1971 — Іду до тебе… — Ольга Кобилянська - 1972 — Невідомий, якого знали всі — Анна Ліберс - 1973 — Дача — Ксенія - 1973 — Підзорна труба (короткометражний) — мама Дениски - 1974 — Гнів — мадам Журжу | - 1975 — Там, за горизонтом — Зинаїда Бочажнікова - 1977 — Корінь життя — Олександра Тінке - 1979 — З коханими не розлучайтесь — мати Лариси Кірілашвілі - 1979 — Циган — Клавдія Петрівна Пухлякова - 1980 — Кодова назва «Південний грім» — військовий лікар Марія - 1980 — Скринька Марії Медичі — Мадлен Локар - 1981 — Бідна Маша — Ольга Павлівна - 1981 — Ми, що нижче підписалися — Віолетта Матвіївна Нуйкіна - 1981 — Карнавал — Жозефіна Вікторівна - 1982 — Ви вмієте грати на піаніно? (фільм-вистава) — Конькова - 1982 — Професія — слідчий — Валентина Семенівна, мама Колі Вєкшина - 1983 — Знайди на щастя підкову — Варвара - 1983 — Тривожна неділя — Анна Степанівна Головіна - 1984 — Перш, ніж розлучитися — Антоніна - 1985 — Повернення Будулая — Клавдія Петрівна Пухлякова - 1985 — Жив відважний капітан — Агнія - 1985 — Несхожа — Юлія Михайлівна - 1985 — Тітка Маруся — тітка Маруся - 1987 — Ваш спеціальний кореспондент — Маріанна Сергіївна Дреган - 1987 — Про любов, дружбу і долю — тітка Даша - 1988 — Одного разу в грудні — Оксана Григорівна - 1989 — Увійди в кожен будинок — Авдотья - 1991 — Гра в смерть, або Сторонній — Іоанна Корбу - 1991 — Чи винна я? — Віра Долгова - 1992 — Очі — лікар - 1994 — Притча про світлицю - 2002 — Сонячний удар — Клара Міллер - 2002—2009 — Розведені мости (телесеріал) — Дар'я - 2006 — Парк радянського періоду — камео |

Озвучування
- 1972 — Викрадення по-угорськи
- 1974 — Великий атракціон

Участь у документальних фільмах
- 1963 — Мелодії Дунаєвського
- 1995 — Катерина Савінова (з циклу телепрограм каналу ОРТ «Щоб пам'ятали»)
- 1997 — Сергій Лук'янов (з циклу телепрограм каналу ОРТ «Щоб пам'ятали»)
- 2002 — Життя Дездемони. Ірина Скобцева

Документальні фільми про Лучко
- 2006 — Клара Лучко (з циклу передач телеканалу ДТВ «Як йшли кумири»)
- 2009 — Просто Клара Лучко
- 2010 — Клара Лучко. Пізня любов

## Визнання і нагороди

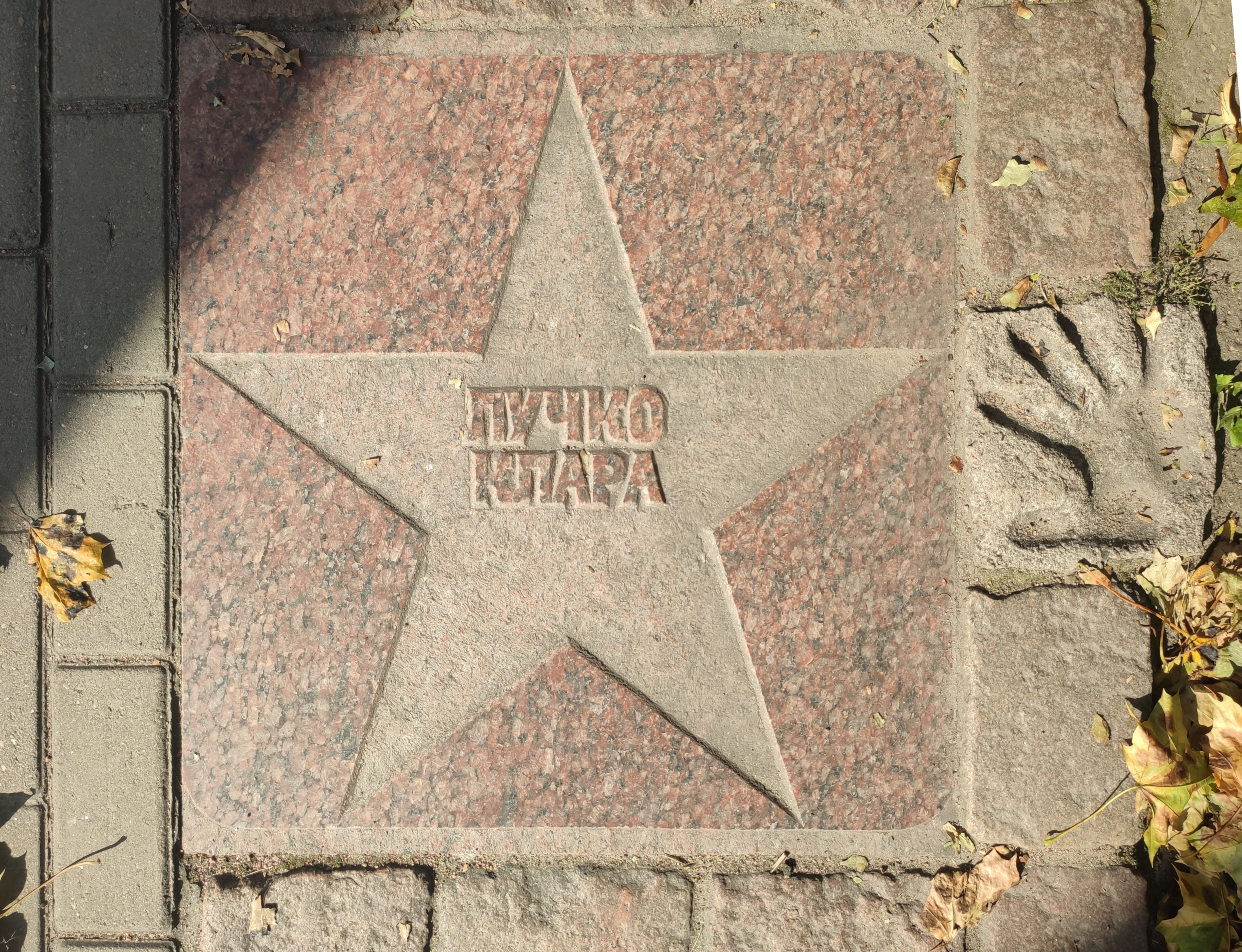
Зірка Клари Лучко на Алеї акторської слави у Виборзі

- Орден «Знак Пошани» (6 березня 1950)
- Сталінська премія II ступеня (1951) — за виконання ролі Дар'ї Никанорівни Шелест у фільмі «Кубанські козаки» (1949)
- Заслужена артистка РРФСР (26 листопада 1965)
- Титул «Людина року» (1965)
- Медаль «В ознаменування 100-річчя з дня народження Володимира Ілліча Леніна» (1970)
- Народна артистка РРФСР (28 березня 1974)
- Народна артистка СРСР (25 жовтня 1985)
- Приз за внесок у розробку жіночої теми у вітчизняному кіно на III кінофестивалі «Жіночий світ» (1994, Набережні Челни).
- Титул «Жінка світу» (1996, США).
- Медаль «У пам'ять 850-річчя Москви» (1997)
- Премія Гільдії акторів кіно Росії «За видатний внесок у професію» (1999)
- Орден «За заслуги перед Вітчизною» IV ступеня (2000)
- Титул «Жінка тисячоліття» (Кембридж)
- Почесна козачка

## Пам'ять

### Пам'ятники та назви вулиць
- 19 вересня 2005 року в місті Курганинську Краснодарського краю встановили пам'ятник акторці. Саме там півстоліття тому знімали сцени ярмарки для легендарного фільму «Кубанські козаки». Пам'ятник встановлено на центральній площі міста, яка носить ім'я Клари Лучко.
- 26 вересня 2008 року в Краснодарі був відкритий пам'ятник акторці. Скульптори — Д. Успенська і В. Шанов.
- В Краснодарі ім'ям акторки названий бульвар.
- У Москві 2008 року встановлено меморіальну дошку на будинку (Котельницька наб., будинок 1/15, корп. В), де жила акторка.

### Фрагменти гардеробу
Після смерті Лучко її дочка передала деякі особисті речі з гардеробу акторки в колекцію історика моди Олександра Васильєва, зокрема:
- Вечірній костюм з оксамиту, оброблений шовком. Париж. 1-а половина 1990-х років;
- Коктейльне плаття з драпірованого нейлону «на металевих обручах». Торгова марка «NYLON». США. Початок 1960-х років;
- Вечірня сукня з трикотажу і тюля, вишите стеклярусом і бісером. Торгова марка «Frank Usher». США. Кінець 1980-х років.

Всі вищеперелічені фрагменти гардероба Лучко стали експонатами унікальної виставки «Мода за залізною завісою. Із гардероба зірок радянської епохи», відкриття якої пройшло 22 лютого 2012 року в Хлібному Будинку музею-заповідника Царіцино, а також потрапили в однойменний розкішно ілюстрований каталог, упорядником якого став Олександр Васильєв.

### Музеї
У 2010 році в Полтавському краєзнавчому музеї був відкритий відділ Клари Лучко. Сім'я акторки для музею передала кілька дрібних предметів а потім ще й речі з її гардеробу. Речі для відправки до Полтави відбирав особисто чоловік акторки, Дмитро Мамлєєв, для нього було дуже важливо, щоб на творчості Лучко виховувалася місцева молодь. Він висловив побажання, щоб книгою «Чи винна я…» з написом «Від родини Клари Лучко», яка також була передана музею, нагороджували переможців шкільних творчих конкурсів, а диск з фільмом «Творчі образи Клари Лучко» використовували на уроках або позакласних заходах як історичний матеріал для виховання духовної культури у дітей. Також відділи Лучко були відкриті в Чутівському краєзнавчому музеї і Полтавській школі № 2, в якій навчалася артистка.